# Aureilhan (Altos Pirineos)
Aureilhan (en occitano Aurelhan) es una comuna y población de Francia, en la región de Mediodía-Pirineos, departamento de Altos Pirineos, en el distrito de Tarbes. Es el chef-lieu y mayor población del cantón de su nombre.
Está integrada en la Communauté d'agglomération du Grand Tarbes. Hermanada con Alfaro (La Rioja, España).

## Demografía
Forma parte de la aglomeración urbana de Tarbes.
| 853 | 827 | 916 | 1 006 | 1 357 | 1 346 | 1 525 | 1 509 | 1 426 | 1 378 | 1 410 | lac. | 1 588 | 1 644 | 1 793 | 1 895 | 1 853 | 1 929 | 1 948 | 1 989 | 1 982 | 2 244 | 2 400 | 2 668 | 3 939 | 4 076 | 5 835 | 6 782 | 7 895 | 7 590 | 7 454 | 7 447 | 7 801 |
| Para los censos de 1962 a 1999 la población legal corresponde a la población sin duplicidades (Fuente: INSEE [Consultar]) |     |     |       |       |       |       |       |       |       |       |      |       |       |       |       |       |       |       |       |       |       |       |       |       |       |       |       |       |       |       |       |       |

## Personas destacadas
Laurence Oustau (1835-1929), ingeniero e industrial ;
 Yvette Horner  (1922-2018), acordeonista que vivía en la ciudad ;
Jean-Louis Blèze (1927-2012), humorista, nacido en Aureilhan ;
René Brejassou (1929-2011), jugador de rugby francés ;
Jean Glavany (1949-), ministro de agricultura y pesca francés, concejal del pueblo  de 2001 à 2008 ;
Christian Laborde (1955-), escritor, nacido en Aureilhan ;
Pierre Guichot (nacido en Aureilhan el 16 de febrero de 1963) es un deportista francés que compitió en esgrima, especialista en la modalidad de sable.